# Silvestro Calandra
Silvestro Calandra (Mantova, 1450 circa – Mantova, 29 aprile 1503) è stato un cortigiano italiano, segretario dei marchesi di Mantova.

## Biografia

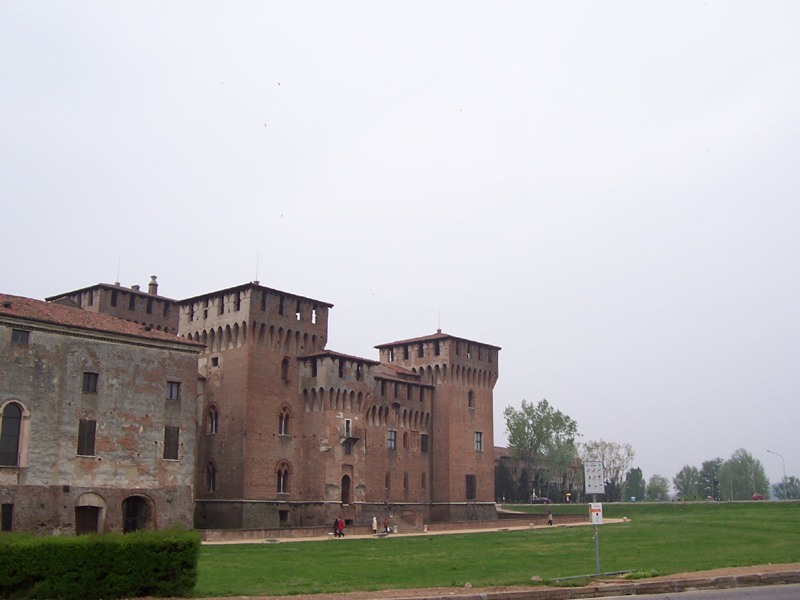
Il Castello di San Giorgio

Di Silvestro Calandra non si conosce la data di nascita, che dovrebbe porsi intorno alla metà del XV secolo. Verso il 1480 entrò al servizio del marchese Federico Gonzaga divenendo suo castellano, ossia responsabile del castello mantovano di San Giorgio che, costruito nel secolo precedente per servire a scopi di difesa militare, per volontà di Ludovico III Gonzaga, era stato trasformato in una raffinata residenza rinascimentale grazie agli interventi di Luca Fancelli, l'architetto favorito del marchese, e del pittore Andrea Mantegna. Qui egli svolse compiti di segretario della vedova di Ludovico, Barbara di Brandeburgo, del marchese Federico e in particolare dei figli Francesco, succeduto al padre nel 1484, ed Elisabetta.
Nella prima sua lettera conservataci, del 26 agosto 1486, il Calandra riferisce al marchese Francesco del ciclo dei nove teleri mantegneschi che illustravano i Trionfi di Cesare e dà notizie del duca di Urbino Guidobaldo da Montefeltro, in visita a Mantova per la stipula del contratto nuziale con Elisabetta Gonzaga, che egli accompagnò a Urbino per le nozze celebrate l'11 febbraio 1488. Elisabetta – che provava per lui un'autentica ammirazione, come testimonia la sua lettera diretta a Francesco il 19 febbraio – volle che fosse affidato al suo servizio e così il Calandra si stabilì in aprile nella corte urbinate.

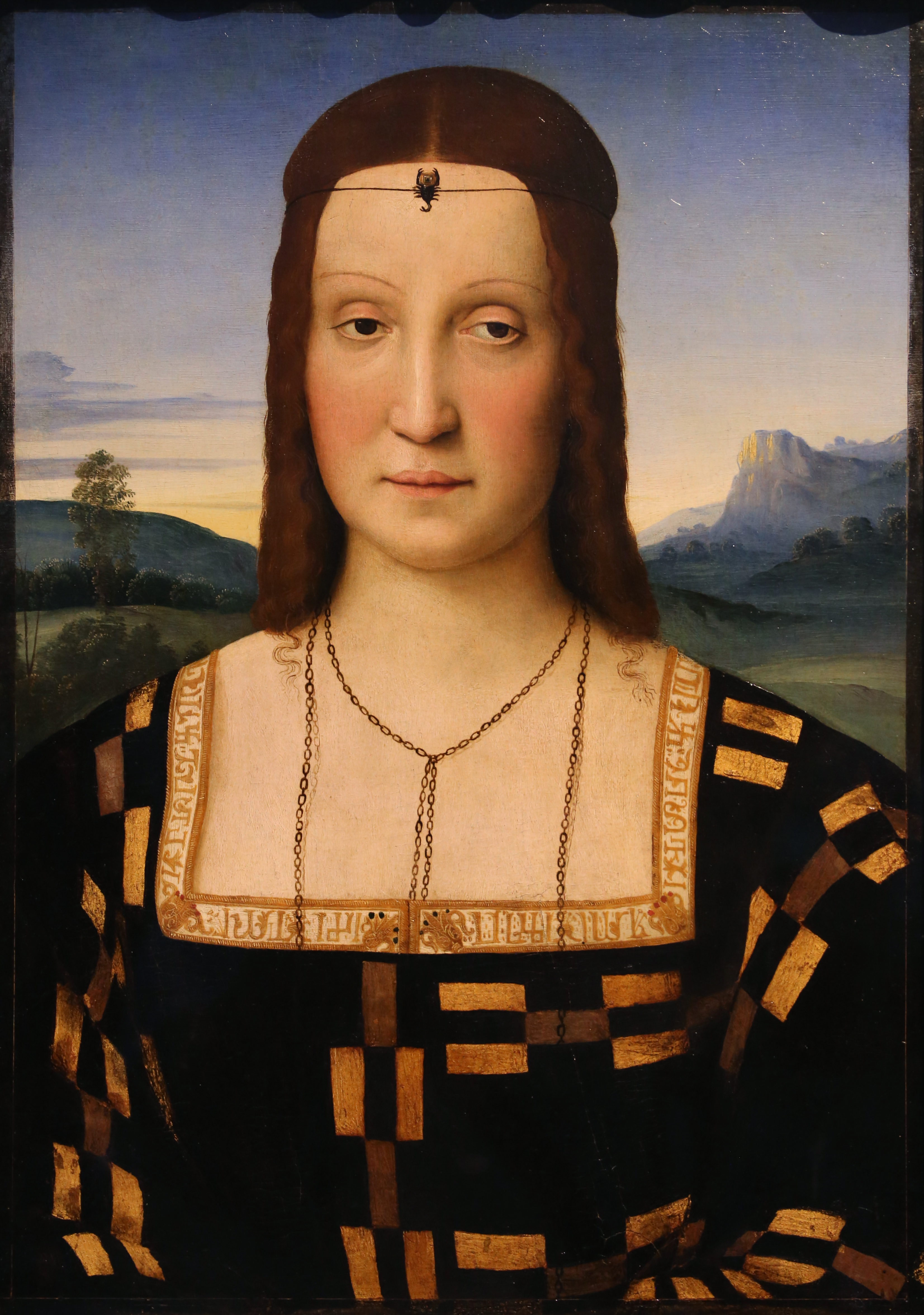
Raffaello: Elisabetta Gonzaga

Fu sùbito imbarazzante il primo compito che dovette affrontare: gli astrologi della corte avevano previsto al 2 maggio la data favorevole per la consumazione del matrimonio, e il Calandra, desiderando andare incontro ai desideri del duca Guidobaldo, li convinse che anche il 19 aprile fosse un giorno indicato alla bisogna. Compito più delicato dovette essere informare della novità la timidissima duchessa Elisabetta: «lasso considerare a lei - scriveva infatti al marchese di Mantova il 20 aprile 1488 - quanta faticha fosse ad indurla et quanta arte et industria me bisognò usare prima, che fu uno inextimabile impazo». Probabilmente, quegli stessi astrologi di corte sapevano già che nessun giorno sarebbe stato adatto, dal momento che Guidubaldo era sessualmente impotente: infatti, la coppia ducale non ebbe mai figli.
Dopo aver accompagnato in giugno i duchi di Urbino nelle loro residenze di Cagli e di Gubbio, Calandra rientrò a Mantova, riferendo al marchese della turbolenta situazione politica della Romagna, dove a Forlì era stato assassinato Girolamo Riario e ora Caterina Sforza teneva il governo di Forlì e di Imola con l'appoggio dello zio Ludovico in chiave anti-veneziana.
Il Calandra tornò a Urbino presso la duchessa Elisabetta più volte: vi fu a lungo nel 1492 e nel 1497. Le sue lettere indirizzate a Mantova riferiscono delle mire dei Borgia sulla signoria di Pesaro, retta da Giovanni Sforza, marito di Lucrezia Borgia, e della decisione di Alessandro VI di annullare il matrimonio della figlia. Gli intrighi del papa sono elencati nella lettera dell'ottobre 1497 in cui afferma che Alessandro Borgia intendeva togliere il cappello cardinalizio a Cesare per passarlo all'altro figlio Goffredo, in cambio della moglie di quest'ultimo, Sancha d'Aragona, da tempo amante di Cesare.
Fu ancora a Urbino nel 1498 e dal 1500 al 1501, informando nell'ottobre del 1500 la corte di Mantova delle iniziative di Cesare Borgia che, dopo essersi impadronito di Pesaro, stava ora volgendo le sue mire a Bologna. Non risulta conservata altra sua corrispondenza: i suoi figli Federico e Giovan Giacomo informarono il 29 aprile 1503 il marchese Francesco della morte del padre: «questa mattina circa le XIII hore l'è piaciuto a Nostro Signore Dio di tuore a sé l'anima di nostro patre». Entrambi succedettero nella carica paterna di castellano: prima il fratello maggiore Federico e, alla sua morte avvenuta nel 1512, Giovan Giacomo.